# Desolación
Desolación – górzysto-wyżynna chilijska wyspa położona na Oceanie Spokojnym, w archipelagu Ziemia Ognista. Administracyjnie należy do regionu Magallanes.